# Nachal Kibucim
Nachal Kibucim nebo Nachal ha-Kibucim (hebrejsky: נחל קיבוצים nebo נחל הקיבוצים , doslova Tok kibuců) je vádí v severním Izraeli, v Charodském údolí.
Začíná v nadmořské výšce cca - 50 metrů na severovýchodním úpatí pohoří Gilboa, které zde vybíhá ve vrch Har Gefet. Nachází se zde několik pramenů, které podél horního toku vádí vytvářejí lokalitu s vzácnou vegetací. Na rozdíl od paralelně probíhajícího vádí Nachal Amal s jeho rekreačním areálem Gan ha-Šloša je Nachal Kibucim méně přístupné pro veřejnost, není určeno pro masovou turistiku a oblast je vyhlášena za přírodní rezervaci. Pak míjí vádí z jihu vesnici Nir David a protéká severně okolo pahorku Tel Šokek u kterého zprava přijímá vádí Nachal Šokek. Z jihu míjí vesnici Mesilot a prochází zemědělsky využívanou částí Charodského údolí k východu. Prochází městem Bejt Še'an a pak na jeho severovýchodním okraji, poblíž areálu archeologických památek Tel Bejt Še'an ústí zprava do vádí Nachal Charod. Podél části toku vede turistická cesta o délce cca 1 kilometru. Nabízí původní ekosystém mokřadů a vegetace podél vádí. Trasa zčásti vede vodou.